# Knud Lavard

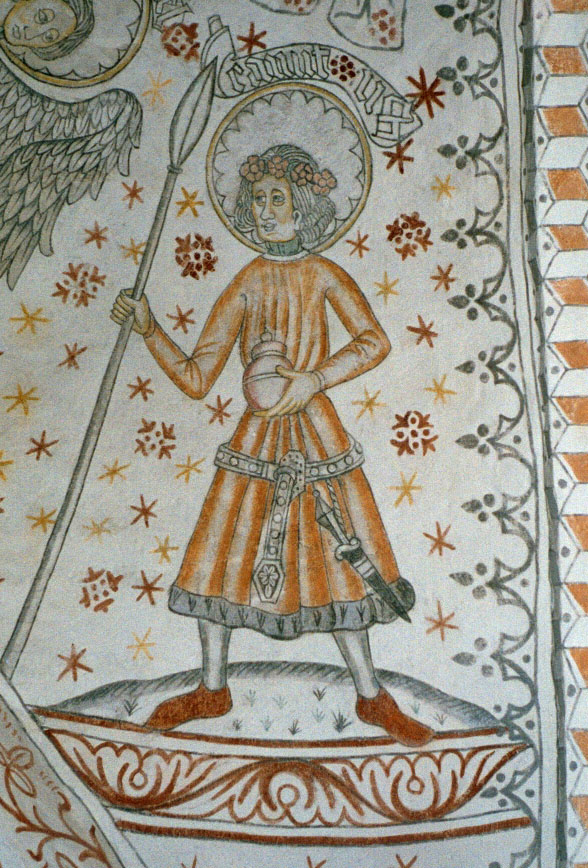
Knud Lavard (mittelalterliche Malerei in der Kirche von Vigersted bei Ringsted auf Seeland in Dänemark)

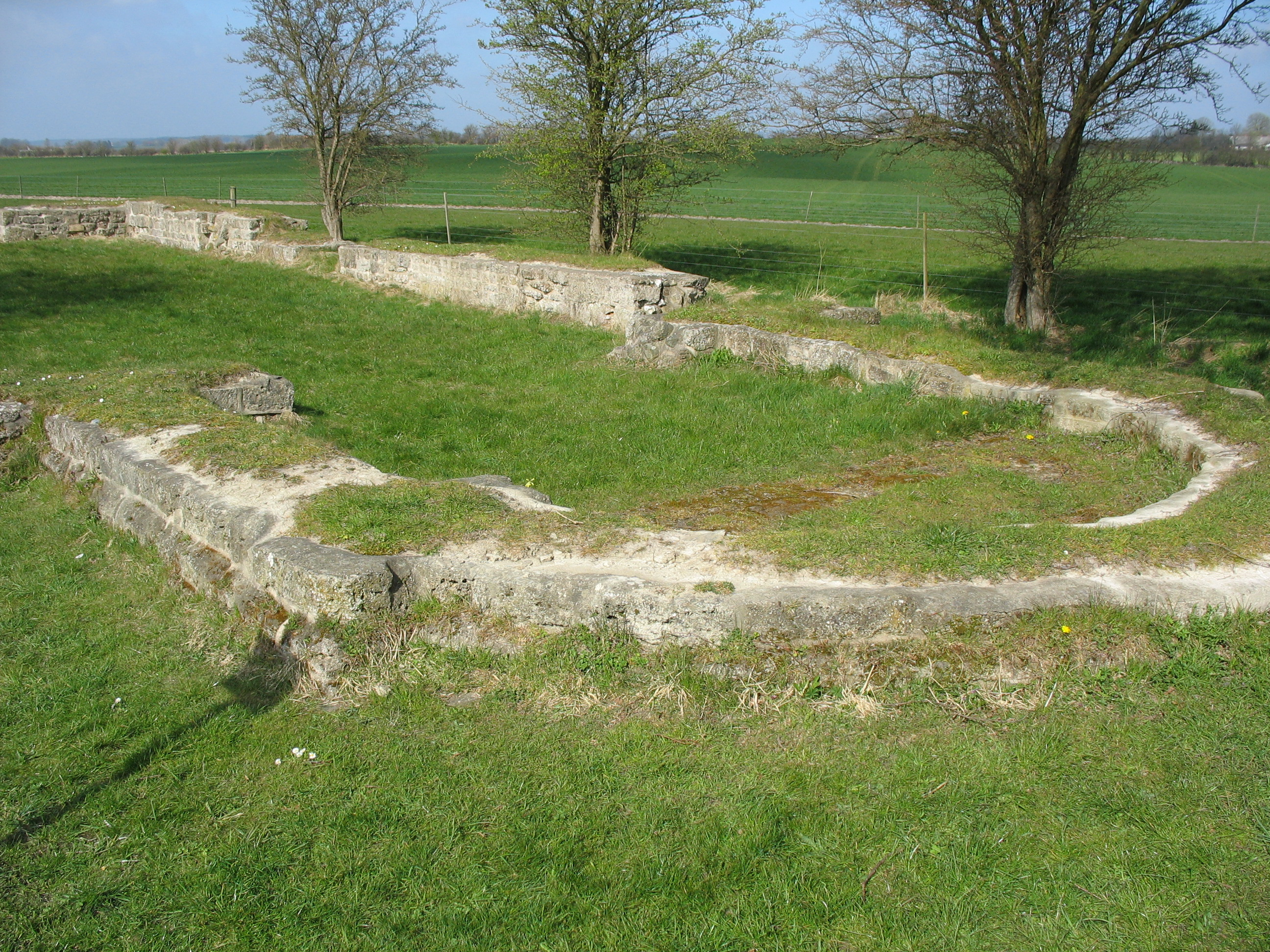
Ruine der Knud-Lavards-Kapelle im Haraldsted Skov

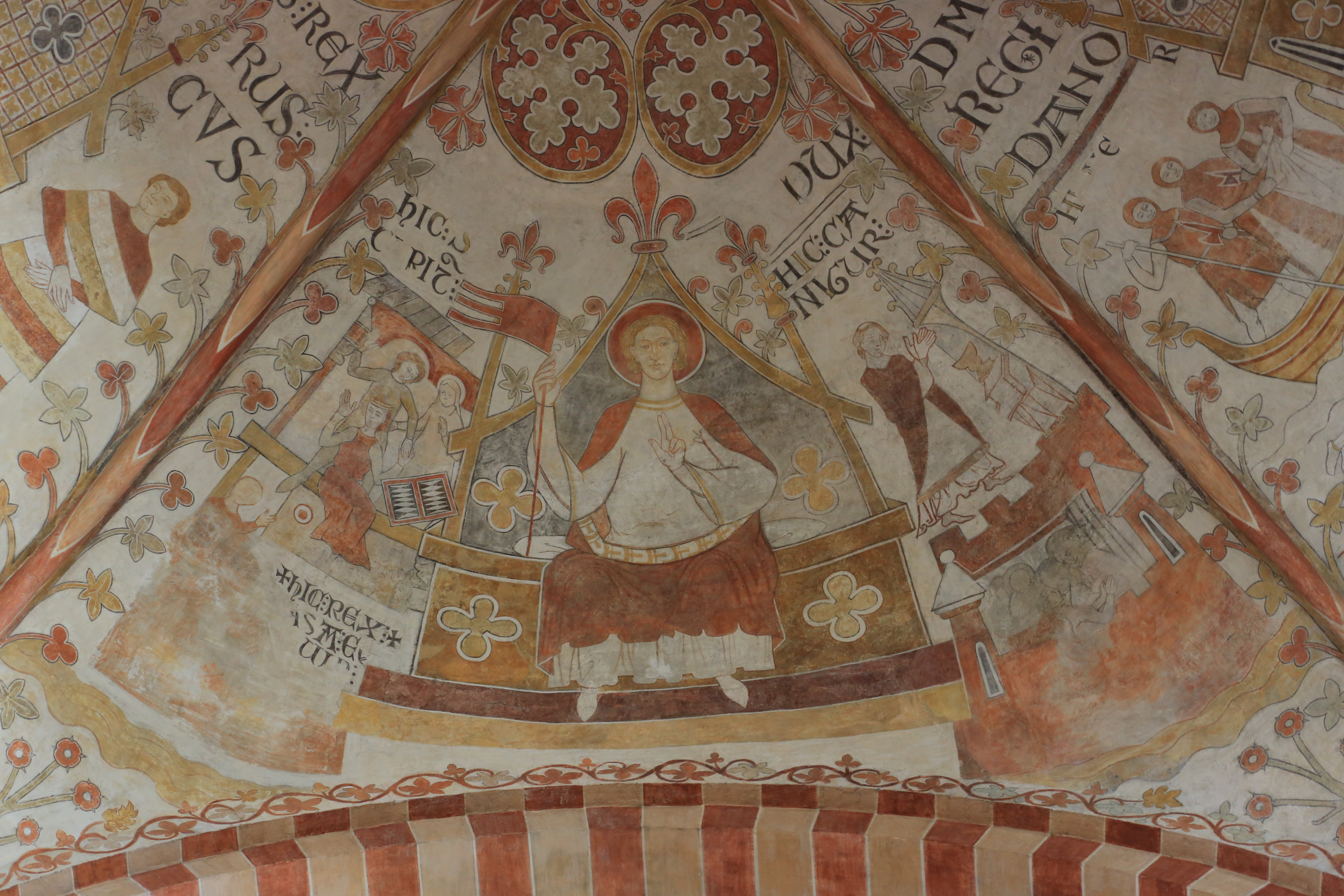
Knud Lavard im Vierungsgewölbe der St.-Bendts-Kirche in Ringsted (um 1300)

Knud Lavard, auch Knut Laward (* 12. März 1096 in Dänemark; † 7. Januar 1131 in Ringsted, Dänemark), war von 1114 bis 1130 Jarl und vielleicht auch erster Herzog im späteren Herzogtum Schleswig sowie von 1129 bis zu seinem Tod letzter Samtherrscher des westslawischen Stammesverbandes der Abodriten. Nach seiner Ermordung wurde er als Heiliger verehrt.

## Herkunft und Jugend
Knud, Sohn des Königs Erik I. Ejegod aus dem Haus Estridsson und dessen Frau Bodil Thrugotsdatter, wurde von seinen Eltern vor ihrem Aufbruch auf eine Pilgerreise nach Jerusalem 1101 dem seeländischen Großen Skjalm Hvide anvertraut. Nachdem seine Eltern auf dieser Pilgerreise 1103 den Tod gefunden hatten und sein Onkel Niels 1104 König geworden war, wuchs Knud gemeinsam mit seinem Cousin Magnus am königlichen Hof auf. Wohl aus Angst vor einem Anschlag seines Onkels entfloh er noch im Knabenalter und gelangte an den Hof des sächsischen Herzogs Lothar von Supplinburg. 
Nach seiner Mündigkeit im Jahr 1112 oder 1113 kehrte er nach Dänemark zurück, wo er sich an den Auseinandersetzungen seines Onkels Niels mit dem abodritischen Samtherrscher Heinrich von Alt-Lübeck um dessen Erbe nach seiner Mutter Sigrid beteiligte. Bei einem Angriff auf Wagrien wurde er im August 1113 in einer Schlacht bei Lütjenburg schwer verwundet.
Er war mit Ingeborg von Kiew, aus dem Geschlecht der Rurikiden stammend, verheiratet. Der Ehe entstammten die Töchter Kristin, Katharina (verheiratet mit Prislav) und Margarethe sowie der postum geborene Sohn Waldemar I.

## Jarl von Schleswig
Nach der Niederlage bei Lütjenburg ließ sich Knud sein Erbe aushändigen und erhielt vom König spätestens Anfang des Jahres 1114 das Amt eines Jarls in Schleswig übertragen. In dieser Stellung bemühte er sich, das Grenzgebiet zu Wagrien zu befrieden, aus dem der abodritische Samtherrscher Heinrich immer wieder Angriffe vortrug, um seinen Anspruch auf das Erbe nach seiner Mutter zu untermauern. Im Jahr 1114 versetzte Knud Heinrich einen empfindlichen Schlag, indem er eine von dessen Burgen zerstörte. In der Folge kam es offenbar zu Verhandlungen, die zumindest zu einer Anerkennung von Knuds Herrschaftsanspruch in Südjütland durch Heinrich führten. Ob Knud dagegen tatsächlich, wie es spätere Quellen berichten, bereits als Herzog angesprochen werden kann, ist ungewiss und eher unwahrscheinlich. Wahrscheinlich war er sogar nur für das Territorium zwischen Eider und Danewerk zuständig und nicht für das ganze spätere Schleswig. Das Gebiet des Jarls blieb jedenfalls rechtlich ein Teil des dänischen Königreiches und stand dem dänischen König offen. Saxo Grammaticus berichtet, Knud habe die Jarlswürde als Abfindung für den Verzicht auf seinen angestammten Thronanspruch erhalten.
Knud förderte den Handel und wurde zum Ältermann der nach ihm benannten Knudsgilde in seiner Residenzstadt Schleswig, wo er seinen Sitz auf der Juriansburg hatte. Dadurch wurde er zum ernstzunehmenden Anwärter auf den dänischen Königsthron. Überdies gibt es Hinweise darauf, dass Knud zunehmend versuchte, sich in seinem Territorium von der dänischen Krone unabhängig zu machen. Er geriet so in Konkurrenz zu seinem Vetter Magnus, der seinen Vater, König Niels, zu beerben beabsichtigte. Bei einer Zusammenkunft der Rivalen im Wald von Haraldsted bei Ringsted auf Seeland wurde Knud am 7. Januar 1131 ermordet. Er ist in der St.-Bendts-Kirche in Ringsted begraben. Sein Halbbruder Erich II. Emune nahm anschließend den Kampf gegen Magnus auf. König Niels fand im Zuge der Auseinandersetzungen 1134 ebenfalls den Tod, als er auf der Flucht vor Erichs Anhängern in die Stadt Schleswig kam und dort von den Brüdern der Knudsgilde aus Rache erschlagen wurde.

## Samtherrscher der Abodriten
Im Jahr 1129 trat Knud die Nachfolge des abodritischen Samtherrschers Heinrich von Alt-Lübeck an, indem er bei seinem Ziehvater Lothar III. gegen Zahlung eines großen Geldbetrages die Belehnung mit dem Land der Abodriten erreichte. Lothar III. übertrug ihm die abodritische Samtherrschaft („regnum obotritorum“) und setzte ihm als Zeichen seiner Würde eine Krone auf. Umgehend ordnete Knud Lavard den Bau der Siegesburg an. Er konnte seine Herrschaft militärisch festigen und wurde schließlich von Abodriten, Wagriern und vermutlich von den Polaben anerkannt.

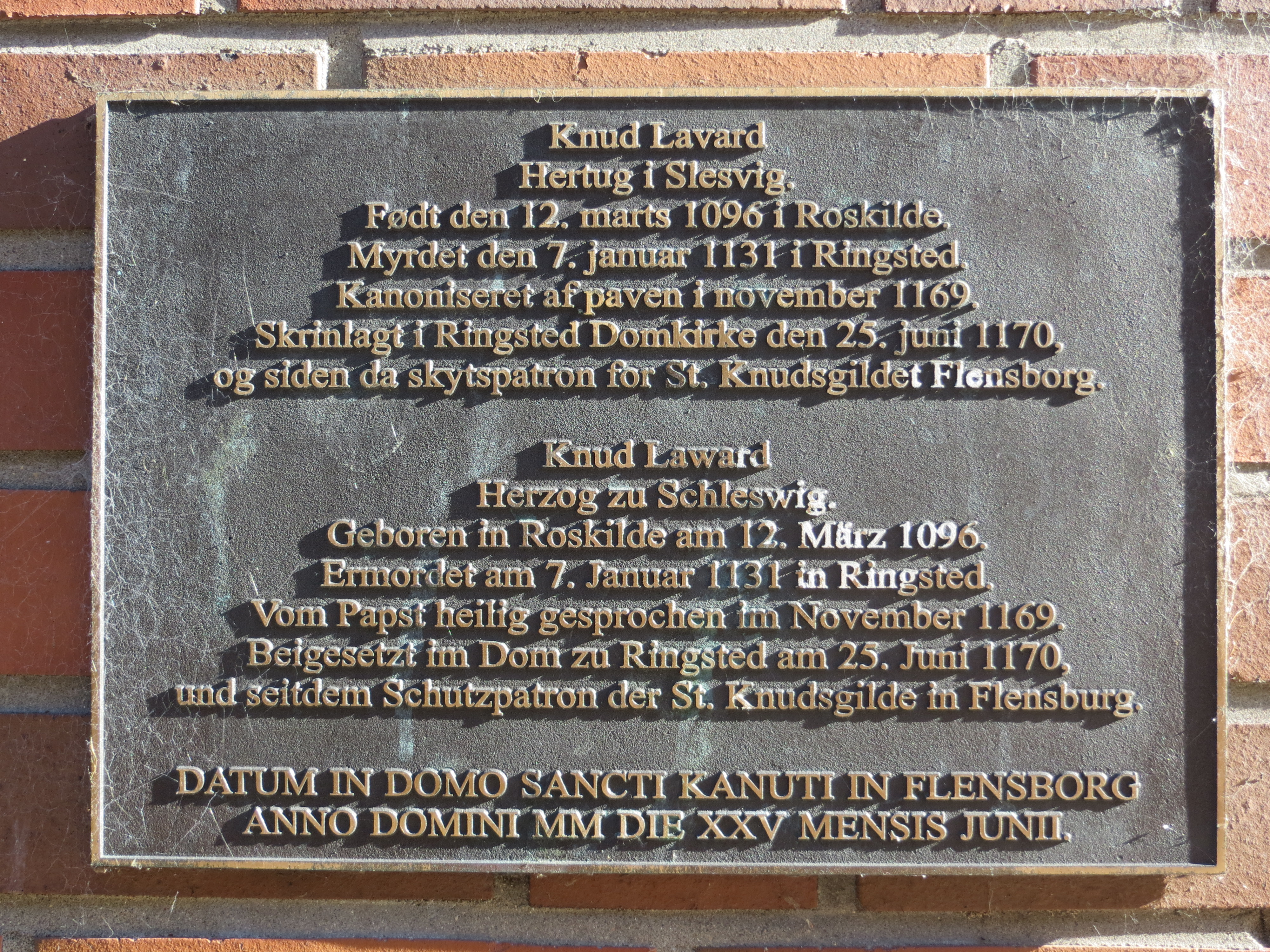
Gedenktafel an Knud Lavard bei der Flensburger Knud-Laward-Straße

## Nachwirkung
Knuds Sohn Waldemar I. konnte sich nach bürgerkriegsartigen Auseinandersetzungen 1157 als alleinregierender König durchsetzen. Um seinen Anspruch auf den Thron zu rechtfertigen, förderte er die Verehrung seines Vaters, dem verschiedene Wundertaten zugeschrieben wurden. Knud Lavard wurde als Förderer und Schützer der Kirche verehrt und 1169 heiliggesprochen. Die Verehrung als Schutzpatron der mächtigen Knudsgilde, die als Schutzbruderschaft der Kaufleute inzwischen in vielen skandinavischen Städten vertreten war, verbreitete sich schnell. Ab dem 14. Jahrhundert geriet der Heilige Knud jedoch zusehends in Vergessenheit und wurde teilweise durch seinen gleichnamigen Onkel Knud den Heiligen verdrängt.
Es gibt noch Knudsgilden, allerdings mehr in der Form von Schützenbruderschaften. In mehreren Städten sind Straßen nach Knud Lavard benannt, darunter in Flensburg, Randers, Schleswig und Ystad. In Ringsted steht die Knud Lavards Kapel und seit 1902 ein Denkmal. In Kongens Lyngby steht die Sankt Knud Lavard Kirke. In Kopenhagen gibt es die Knud Lavard Gade.